# Герб Зеленогірського
Герб Зеленогірського — офіційний символ села Зеленогірське (Білогірського району АРК), затверджений рішенням Зеленогірської сільської ради від 30 грудня 2010 року. Герб є промовистим.

## Опис герба
У синьому полі з відділеної ламано зеленої основи, облямованої золотом, виходить срібний кінь, над яким дугою йдуть 10 золотих 5-променевих зірок.